# Clasificación de África para los Juegos Olímpicos de Múnich 1972
La Clasificación de África para los Juegos Olímpicos de Múnich 1972 se disputó del 7 de marzo de 1971 al 28 de mayo de 1972 para definir a los tres representantes de África en los Juegos Olímpicos de Múnich 1972.

## Participantes
- Argelia
- Camerún
- República Árabe Unida
- Etiopía
- Gabón
- Ghana
- Guinea
- Libia
- Madagascar
- Marruecos
- Malí
- Malaui
- Nigeria
- Níger
- Senegal
- Sudán
- Togo
- Túnez
- Uganda
- Zambia

## Primera ronda
| Equipo 1  | Agr.         | Equipo 2              | Ida | Vuelta |
| --------- | ------------ | --------------------- | --- | ------ |
| Túnez     | 3–2          | República Árabe Unida | 3–0 | 0–2    |
| Malí      | 3–2 (t. s.)  | Argelia               | 1–0 | 2–2    |
| Marruecos | 8–3          | Níger                 | 5–2 | 3–1    |
| Togo      | 1–1 (5–3 p.) | Guinea                | 1–1 | 0–0    |
| Gabón     | 2–3          | Camerún               | 2–3 | w.o.   |
| Nigeria   | 2–3          | Senegal               | 1–1 | 1–2    |
| Ghana     | 3–1          | Liberia               | 2–1 | 1–0    |
| Etiopía   | 7–3          | Zambia                | 6–3 | 1–0    |
| Malaui    | 3–6          | Madagascar            | 1–2 | 2–4    |
| Sudán     | 5–1          | Uganda                | 4–0 | 1–1    |

| 7 de marzo de 1971 | Túnez                                          | 3–0 | República Árabe Unida | Stade El Menzah, Tunis |  |
|                    | Zouaoui 18' (pen.) · Chaïbi 20' · Chakroun 50' |     |                       |                        |  |

| 2 de abril de 1971 | República Árabe Unida      | 2–0 (Global 2-3) | Túnez | Cairo International Stadium, El Cairo |  |
|                    | Aboul-Ezz 42' · Khalil 73' |                  |       |                                       |  |

| 14 de marzo de 1971 | Malí | 1–0 | Argelia | Stade Municipal, Bamako |  |

| 11 de abril de 1971 | Argelia              | 2–2 (t. s.)(Global 2-3) | Malí              | El-Annasser Stadium, Algiers                              |                                                           |
|                     | Banus 8' · Fréha 66' |                         | F. Keita 64' 117' | Asistencia: 22 000 espectadores Árbitro(s): Georges Ulhen | Asistencia: 22 000 espectadores Árbitro(s): Georges Ulhen |

| 28 de marzo de 1971 | Marruecos                                    | 5–2 | Níger         | Stade Mohammed V, Casablanca |  |
|                     | Faras 3', 79' · Bamous 18' 85' · Pitchou 20' |     | Garba 47' 62' |                              |  |

| 25 de abril de 1971 | Níger      | 1–3 (Global 3-8) | Marruecos                          | Stade du 29 Juillet, Niamey |  |
|                     | Boulay 44' |                  | Faras 8' · Maâti 58' · Slimani 63' |                             |  |

| 7 de febrero de 1971 | Togo             | 1–1 | Guinea     | Stade Agoè-Nyivé, Lomé |  |
|                      | Doctor Kaolo 50' |     | Maxime 11' |                        |  |

| 28 de febrero de 1971 | Guinea | 0–0 (3–5 p.)(Global 1-1) | Togo | Stade du 28 Septembre, Conakri |  |

| 30 de mayo de 1971 | Gabón          | 2–3 | Camerún                                  | Estadio Augustin Monédan de Sibang, Libreville |  |
|                    | Grande 19' 30' |     | Tsébo 12' · Akono 75' (pen.) · Ndoga 80' |                                                |  |

| 13 de junio de 1971                                                         | Camerún | w.o. (Global 3-2) | Gabón | Stade Municipal, Yaundé    |  |
|                                                                             |         |                   |       | Asistencia: 0 espectadores |  |
| Gabón no se presentó a jugar el partido de vuelta, Camerún avanza de ronda. |         |                   |       |                            |  |

| 3 de abril de 1971 | Nigeria      | 1–1 | Senegal    | Liberty Stadium, Ibadán |  |
|                    | Hamilton 44' |     | Diarra 87' |                         |  |

| 18 de abril de 1971 | Senegal        | 2–1 (Global 3-2) | Nigeria      | Stade Demba Diop, Dakar |  |
|                     | Camara 43' 85' |                  | Dombraye 23' |                         |  |

| 21 de marzo de 1971 | Ghana              | 2–1 | Liberia  | Ohene Djan Stadium, Acra |  |
|                     | Kofi Bruce 19' 26' |     | Gaye 86' |                          |  |

| 17 de abril de 1971 | Liberia | 0–1 (Global 1-3) | Ghana     | Antoinette Tubman Stadium, Monrovia |  |
|                     |         |                  | Jabir 56' |                                     |  |

| 16 de mayo de 1971 | Etiopía | 6–3 | Zambia                         | Addis Ababa Stadium, Addis Ababa |  |
|                    |         |     | Katiwa 14' · Mapulanga 22' 48' |                                  |  |

| 30 de mayo de 1971 | Zambia | 0–1 (Global 3-7) | Etiopía    | Independence Stadium, Lusaka |  |
|                    |        |                  | Zergaw 21' |                              |  |

| 11 de abril de 1971 | Malaui    | 1–2 | Madagascar                        | Estadio Kamuzu, Blantyre |  |
|                     | Osman 30' |     | Randria 1' · Andriamiharinosy 65' |                          |  |

| 9 de mayo de 1971 | Madagascar                                               | 4–2 (Global 6-3) | Malaui                   | Stade Olympique l'Emyrne, Antananarivo |  |
|                   | Andriamiharinosy 12' · Randria 20' · Ravelojaona 53' 74' |                  | Chikafa 7' · Griffin 33' |                                        |  |

| 4 de junio de 1971 | Sudán                         | 4–0 | Uganda | Khartoum Stadium, Jartum |  |
|                    | Osman 17' 75' · Santo 44' 59' |     |        |                          |  |

| 19 de junio de 1971 | Uganda          | 1–1 (Global 1-5) | Sudán     | Nakivubo Stadium, Kampala |  |
|                     | Obua 32' (pen.) |                  | Osman 65' |                           |  |

## Segunda ronda

### Grupo 1
| Pos. | Equipo        | Pts. | PJ | G | E | P | GF | GC | Dif. | Clasificación |
| ---- | ------------- | ---- | -- | - | - | - | -- | -- | ---- | ------------- |
| 1    | Marruecos (A) | 8    | 4  | 2 | 2 | 0 | 9  | 5  | +4   | Clasificado   |
| 2    | Túnez         | 5    | 4  | 1 | 2 | 1 | 7  | 5  | +2   |               |
| 3    | Malí          | 3    | 4  | 1 | 0 | 3 | 4  | 10 | −6   |               |

 Fuente: 
| 23 de abril de 1972 | Túnez                                | 3–3 | Marruecos                              | Stade El Menzah, Tunis |  |
|                     | Chakroun 8' · Lahzami 39' · Akid 88' |     | Zahraoui 20' · Faras 25' · Yaghcha 82' |                        |  |

| 30 de abril de 1972 | Marruecos              | 2–1 | Malí       | Stade Mohammed V, Casablanca |  |
|                     | Faras 2' · Yaghcha 35' |     | Diallo 13' |                              |  |

| 7 de mayo de 1972 | Malí                        | 2–0 | Túnez | Stade Municipal, Bamako |  |
|                   | Yatassaye 69' · Diakité 85' |     |       |                         |  |

| 14 de mayo de 1972 | Marruecos | 0–0 | Túnez | Stade Mohammed V, Casablanca    |  |
|                    |           |     |       | Asistencia: 10,000 espectadores |  |

| 21 de mayo de 1972 | Malí      | 1–4 | Marruecos                                           | Stade Municipal, Bamako |  |
|                    | Maiga 20' |     | Traoré 44' (a.g.) · Faras 65' · Kala 83' · Tazi 89' |                         |  |

| 28 de mayo de 1972 | Túnez                                                 | 4–0 | Malí | Stade El Menzah, Tunis |  |
|                    | Chakroun 2' · Khouini 27' · Ben Mrad 32' · Chemam 81' |     |      |                        |  |

### Grupo 2
| Pos. | Equipo    | Pts. | PJ | G | E | P | GF | GC | Dif. | Clasificación |
| ---- | --------- | ---- | -- | - | - | - | -- | -- | ---- | ------------- |
| 1    | Ghana (A) | 11   | 6  | 3 | 2 | 1 | 7  | 3  | +4   | Clasificado   |
| 2    | Camerún   | 11   | 6  | 3 | 2 | 1 | 7  | 7  | 0    |               |
| 3    | Senegal   | 8    | 6  | 2 | 2 | 2 | 8  | 6  | +2   |               |
| 4    | Togo      | 2    | 6  | 0 | 2 | 4 | 3  | 9  | −6   |               |

 Fuente: 
| 23 de abril de 1972 | Senegal     | 1–1 | Camerún          | Stade Demba Diop, Dakar |  |
|                     | Locotte 72' |     | Guèye 21' (a.g.) |                         |  |

| 23 de abril de 1972 | Ghana     | 1–1 | Togo         | Ohene Dijan Stadium, Acra |  |
|                     | Jabir 80' |     | Ayitégan 30' |                           |  |

| 30 de abril de 1972 | Camerún | 0–3 | Ghana                     | Stade Municipal, Yaundé |  |
|                     |         |     | Jabir 42' 55' · Owusu 89' |                         |  |

| 30 de abril de 1972 | Togo             | 1–3 | Senegal                            | Stade Agoè-Nyivé, Lomé |  |
|                     | Doctor Kaolo 19' |     | Diarra 60' · Petit 75' · Touré 88' |                        |  |

| 7 de mayo de 1972 | Togo               | 1–2 | Camerún                       | Stade Agoè-Nyivé, Lomé |  |
|                   | Geraldo 70' (pen.) |     | Nlend 67' · Manga Onguéné 77' |                        |  |

| 7 de mayo de 1972 | Ghana     | 1–0 | Senegal | Ohene Dijan Stadium, Acra |  |
|                   | Jabir 82' |     |         |                           |  |

| 14 de mayo de 1972 | Togo | 0–2 | Ghana                        | Stade Agoè-Nyivé, Lomé |  |
|                    |      |     | J. K. Mensah 12' · Jabir 48' |                        |  |

| 14 de mayo de 1972 | Camerún                          | 3–2 | Senegal        | Stade Mbappé Léppé, Douala |  |
|                    | Léa 39' · Mouthé 57' · Ndoga 88' |     | Farhat 80' 86' |                            |  |

| 21 de mayo de 1972 | Ghana | 0–0 | Camerún | Ohene Dijan Stadium, Acra       |  |
|                    |       |     |         | Asistencia: 11,000 espectadores |  |

| 21 de mayo de 1972 | Senegal | 0–0 | Togo | Stade Demba Diop, Dakar        |  |
|                    |         |     |      | Asistencia: 6,000 espectadores |  |

| 28 de mayo de 1972 | Camerún   | 1–0 | Togo | Stade Mbappé Léppé, Douala |  |
|                    | Ndoga 29' |     |      |                            |  |

| 28 de mayo de 1972 | Senegal             | 2–0 | Ghana | Stade Demba Diop, Dakar |  |
|                    | Eusebio 9' · Sy 28' |     |       |                         |  |

### Grupo 3
| Pos. | Equipo     | Pts. | PJ | G | E | P | GF | GC | Dif. | Clasificación |
| ---- | ---------- | ---- | -- | - | - | - | -- | -- | ---- | ------------- |
| 1    | Sudán (A)  | 10   | 4  | 3 | 1 | 0 | 8  | 2  | +6   | Clasificado   |
| 2    | Etiopía    | 7    | 4  | 2 | 1 | 1 | 7  | 6  | +1   |               |
| 3    | Madagascar | 0    | 4  | 0 | 0 | 4 | 3  | 10 | −7   |               |

 Fuente: 
| 23 de abril de 1972 | Madagascar           | 1–2 | Etiopía              | Stade Olympique l'Emyrne, Antananarivo |  |
|                     | Andriamiharinosy 76' |     | Yosef 42' · Teka 50' |                                        |  |

| 2 de mayo de 1972 | Etiopía                | 2–2 | Sudán                                       | Addis Ababa Stadium, Addis Ababa |  |
|                   | Sebeta 7' · Zergaw 50' |     | Hasabu El Sagheir 5' · Kamal Abdelwahab 87' |                                  |  |

| 7 de mayo de 1972 | Sudán                                       | 3–0 | Madagascar | Khartoum Stadium, Jartum |  |
|                   | El Sagheir 56' · Osman 70' · Abdelwahab 77' |     |            |                          |  |

| 14 de mayo de 1972 | Etiopía                              | 3–2 | Madagascar                     | Addis Ababa Stadium, Addis Ababa |  |
|                    | Zerihun 8' · Zergaw 40' · Dessie 52' |     | Andriamiharinosy 2' · Kira 22' |                                  |  |

| 21 de mayo de 1972 | Sudán          | 1–0 | Etiopía | Khartoum Stadium, Jartum |  |
|                    | Abdelwahab 12' |     |         |                          |  |

| 28 de mayo de 1972 | Madagascar | Abandonado | Sudán | Stade Olympique l'Emyrne, Antananarivo |  |
| |            |            |       | Asistencia: 2,500 espectadores         |  |
| El partido fue abandonado luego de que oficiales de inmigración de Madagascar le negaron la entrada al país a la selección de Sudán que provocaron protestas en el país, a Sudán le fue acreditada la victoria por 2-0. |            |            |       |                                        |  |

## Clasificados
- Marruecos
- Ghana
- Sudán